# Jeremy Mclaughlin
Jeremy Mclaughlin (Greenville, Carolina del Sur, 13 de mayo de 1995) es un jugador de baloncesto estadounidense que pertenece a la plantilla del Correcaminos UAT Victoria de la Liga Nacional de Baloncesto Profesional de México. Con 2,03 metros de estatura, juega en la posición de ala-pívot.

## Trayectoria deportiva
Es un jugador formado durante cuatro temporadas en los Catawba Indians de la South Atlantic Conference de la División II de la NCAA, donde jugaría desde 2015 a 2019. En su último año de universitario promedió 6,4 puntos 5,9 rebotes por encuentro.
Tras no ser elegido en el Draft de la NBA de 2019, fichó por el BK Lions Jindřichův Hradec de la Národní Basketbalová Liga, la primera división de la República Checa.
En la temporada 2020-21, firma por el BC Tallinna Kalev de la Latvian-Estonian Basketball League, la competición unificada de Estonia y Letonia, y en la Liga Báltica, con el que disputa 22 encuentros en los que promedia 7,45 puntos.
El 18 de septiembre de 2021, Mclaughlin se unió al AS Apollon Patras de la A1 Ethniki griega, para disputar la temporada 2021-22.
Continuó su carrera en Chipre y Azerbaiyán, jugando también en la NBL1 de Australia, hasta que en septiembre de 2024 fue contratado por Jujuy Básquet de La Liga Argentina, la segunda división del baloncesto profesional del país.
En abril de 2025 se unió al Español de Osorno de la Liga Nacional de Básquetbol de Chile.